# Edith Cavell Bridge

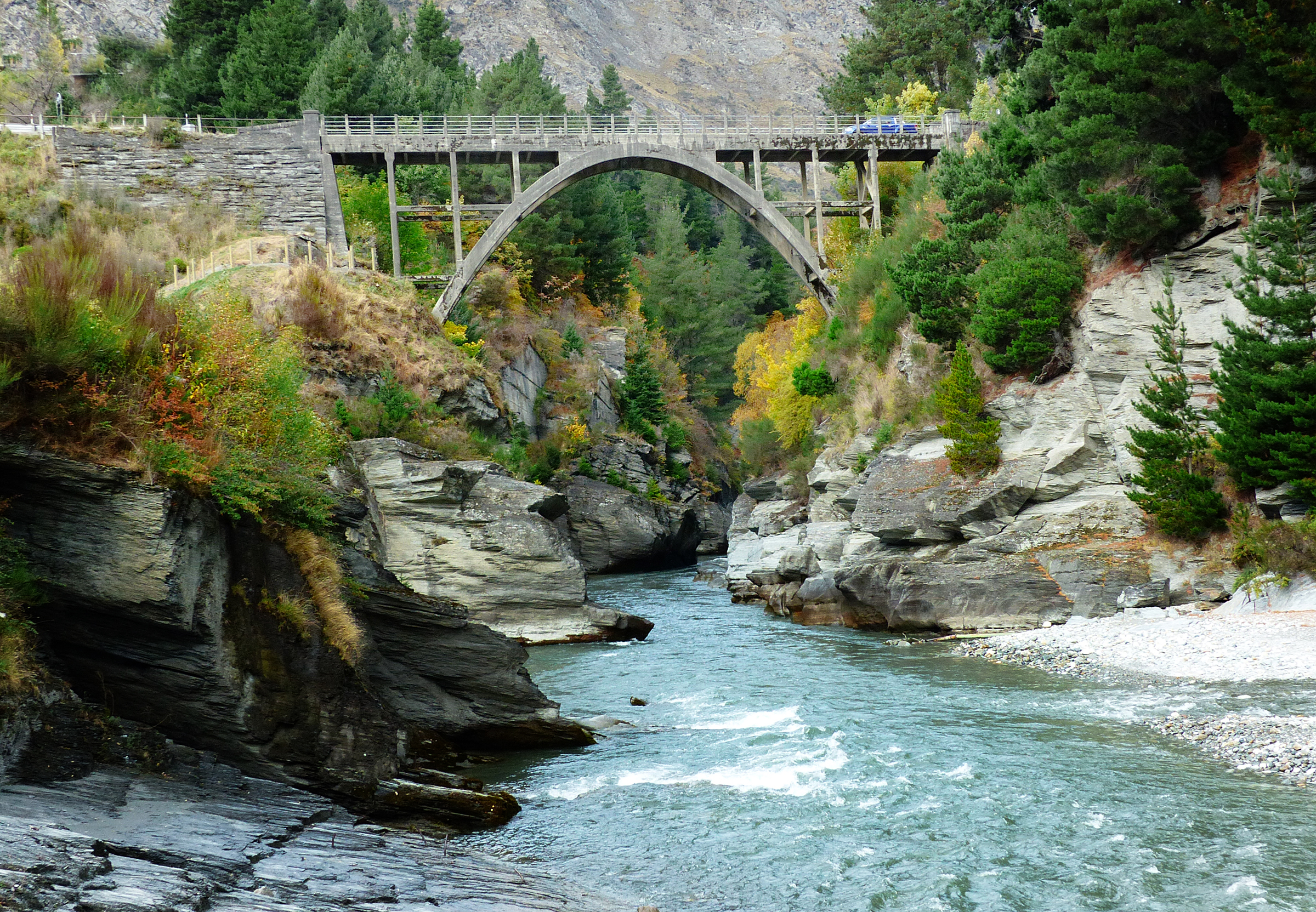
Edith Cavell Bridge i april 2015

Edith Cavell Bridge är en bro över Shotoverfloden i Otagoregionen på Sydön i Nya Zeeland. Bron uppfördes åren 1917-1919 och fick sitt namn efter den brittiska sjuksköterskan Edith Cavell. Bron är byggd av betong och stål och består av två separata betongbågar som vägbanan vilar på. Ritningarna till bron är utförda av arkitekt Frederick Furkert. Första bron i Nya Zeeland, med bågar av armerad betong, var Grafton Bridge som uppfördes år 1910 i Auckland. Edith Cavell Bridge var Nya Zeelands andra bro av denna typ och är betydligt mindre än Grafton Bridge.
Det sägs att bron fick sitt namn på grund av ansträngningarna från en lokal guldgrävare Jack Clark, som bodde i ett hus nära bron och var en beundrare av Edith Cavell, den brittiska sjuksköterska som sköts av tyskarna under första världskriget för att ha hjälpt brittiska soldater i Belgien. Han målade texten, "To Cavell Bridge", i röda bokstäver på en närliggande bergsvägg och bad kommunfullmäktige att bron skulle namnges efter henne. När hans förfrågan nekades, målade han namnet "Edith Cavell" på sidan av bron. Så småningom blev det brons etablerade namn och bron blev därmed ett inofficiellt minnesmärke över första världskriget.
I april 2016 träffades brons stenvägg av en förare som förlorade kontrollen vid bromsning och förorsakade betydande skador.